# Joseph Süß Oppenheimer
Joseph Ben Issachar Süßkind Oppenheimer (obvykle zkracováno Joseph Süß Oppenheimer; 1698?, Heidelberg – 4. února 1738, Stuttgart) byl německý židovský bankéř a dvorní Žid u vévody Karla Alexandra ve Stuttgartu. Udělal si mnoho mocných nepřátel, z nichž někteří se spikli, aby po smrti Karla Alexandra zajistili jeho zatčení a popravu.
Během staletí od jeho popravy byl Oppenheimerův vzestup a pád zpracován ve dvou pozoruhodných literárních dílech a jeho utrpení inspirovalo dva filmy včetně důležitého antisemitského filmu Žid Süß, natočeného v nacistickém Německu v roce 1940, který sám pak byl podnětem slavného poválečného soudního procesu.

## Život
Oppenheimer se narodil v Heidelbergu židovskému výběrčímu daní a jeho manželce. Otec zemřel předčasně a přesné místo pobytu Josepha Süße v následujících letech není jisté. Ve 20. letech 18. století však Oppenheimer již pracoval jako dvorní Žid v Mannheimu, Darmstadtu a nakonec ve Frankfurtu nad Mohanem, kde byl v roce 1732 představen Karlovi Alexandru, budoucímu vévodovi z Württembergu. Když v následujícím roce Karel Alexandr nastoupil na trůn, najal Oppenheimera jako svého hlavního finančního poradce. Vzhledem k vévodovým velkým finančním potřebám musel provádět nepopulární fiskální politiku, navíc jako Žid pracující pro katolického vládce v převážně protestantské zemi. Tím se v zemi stal velmi nepopulárním.
Když Oppenheimerův ochránce Karel Alexander náhle zemřel 12. března 1737, finančník byl zatčen a obviněn z různých zločinů, včetně podvodu, zpronevěry, zrady, neřestných vztahů s různými ženami a přijímání úplatků. Zatímco se mu někteří Židé během soudu snažili pomoci, jiní proti němu vydali usvědčující svědectví. Obvinění z cizoložství bylo staženo prý z důvodu ochrany vysoce postavených dam.
Po velmi medializovaném procesu byl Oppenheimer odsouzen k smrti, aniž by rozsudek jmenoval nějaký konkrétní zločin. Když věznitelé odsouzence požádali, aby konvertoval ke křesťanství, odmítl.

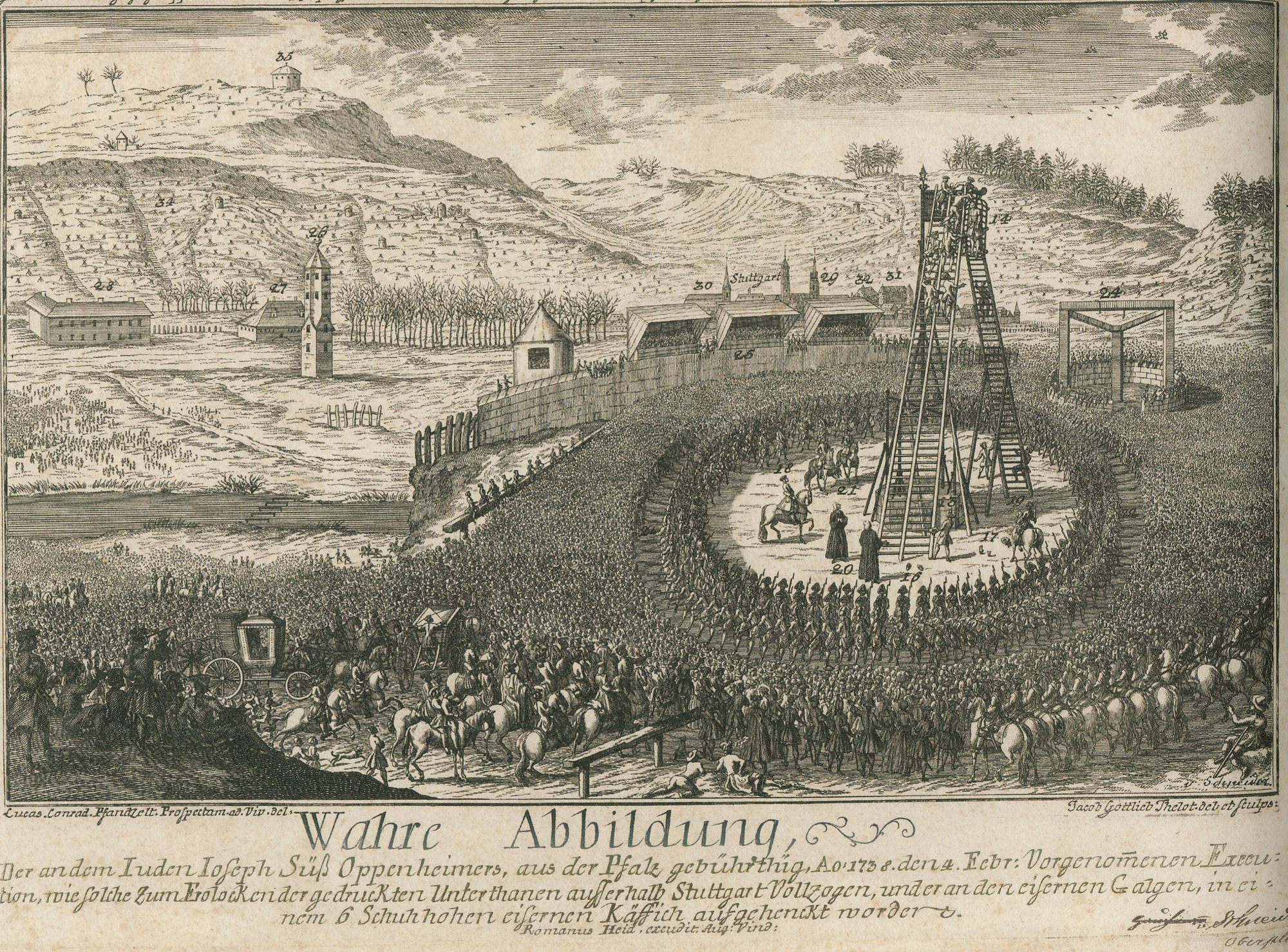
Poprava Josepha Süße Oppenheimera

Joseph Süß Oppenheimer byl 4. února 1738 odveden k šibenici a dostal poslední možnost konvertovat ke křesťanství, což odmítl. Pak byl uškrcen, přičemž jeho posledními slovy údajně byla židovská modlitba Slyš, Izraeli.
Záznamy případu byly poté prohlášeny za tajné až do roku 1918. Mrtvola byla veřejně vystavena v kleci, která šest let visela u Stuttgartu v čtvrti Pragsattel, než na trůn nastoupil Karel Evžen Württemberský, který povolil její pohřbení pod šibenicí.

## Ohlasy v umění a historiografii
Příběh Josepha Süße Oppenheimera byl předmětem řady literárních a dramatických zpracování. Prvním byla novela Wilhelma Hauffa z roku 1827 s názvem Jud Süß. Nejúspěšnější literární adaptací byl román Liona Feuchtwangera z roku 1925 s názvem Žid Süß založený na hře, kterou autor napsal v roce 1916, i když nebyla nikdy uvedena.
Ashley Dukes a Paul Kornfeld napsali dramatická zpracování Feuchtwangerova románu. V roce 1934 Lothar Mendes režíroval filmovou adaptaci románu Jew Süss, ve které Süße ztvárnil herec Conrad Veidt. :s.42–44 Antisemitský nacistický propagandistický film s názvem Žid Süß natočil v roce 1940 Veit Harlan, tam Süße ztvárnil herec Ferdinand Marian.
V 90. letech vytvořila německá sochařka Angela Laichová sochu věnovaná Josephu Süßovi Oppenheimerovi a také ilustrace pro biografii od Hellmuta G. Haasise.
V roce 2016 byl uveden film Norman: Mírný vzestup a tragický pád stratéga z New Yorku, volně inspirovaný Oppenheimerovým životem, v němž hlavní roli hrál Richard Gere.
Krátce poté, co vyšel Feuchtwangerův román, vydala Selma Sternová biografii Oppenheimera s názvem Jud Süß: Ein Betrag zur deutschen und zur jüdischen Geschichte. Později vydal Hellmut G. Haasis biografii nazvanou Joseph Süß Oppenheimer, genannt Jud Süß: Finanzier, Freidenker, Justizopfer. Je to stále standardní práce na dané téma. V roce 2017 Yair Mintzker, profesor historie na Princetonské univerzitě, publikoval nový popis Oppenheimerova procesu The Many Deaths of Jew Süss, který je nejkomplexnějším zpracováním soudu nad Oppenheimerem v angličtině.